# Alerheim
Alerheim là một đô thị ở huyện Donau-Ries trong bang Bayern nước Đức. Đô thị Alerheim có diện tích 23,37 km².